# Adam et Ève : La Seconde Chance
Pour les articles homonymes, voir Adam et Ève.
Adam et Ève : La Seconde Chance est une comédie musicale française de Pascal Obispo qui a débuté au Palais des sports de Paris le 31 janvier 2012. Elle aurait dû partir en tournée dès septembre 2012 mais a été annulée au dernier moment (le 27 août sur le facebook officiel).
La distribution est composée entre autres de Thierry Amiel (Adam), finaliste de la Nouvelle Star en 2003, Cylia, gagnante de l'émission Graines de star en 2001 (Ève), Solal et Nuno Resende de Mozart, l’opéra rock.
L’album est sorti le 24 octobre 2011. Le premier single, interprété par Thierry Amiel et Cylia, s'intitule Rien ne se finit. Le deuxième single, Ma bataille, est interprété par Thierry Amiel et Nuno Resende ; le troisième, « Ce qu'on ne m'a jamais dit », par Thierry Amiel et Cylia. Cet album est disque d'or depuis le 7 juin 2012.
Capté le 24 mars 2012 au Palais des sports, le spectacle a été diffusé au cinéma du 24 au 26 août 2012. Le DVD est sorti le 8 octobre 2012, ainsi qu'un deuxième album, avec toutes les chansons qui n'étaient pas sur le premier mais seulement quelques autres (il ne s'agit donc pas de l'habituelle « intégrale »).
La tournée a été annulée pour cause économique.

## Synopsis

### Acte 1
Dans l'arrogante cité d'Eden, cité bâtie pour les meilleurs, le guide, Solus, s'apprête à annoncer le mariage prochain entre Lilith, sa fille unique, et Adam, jeune homme prometteur et général en chef des « soldiers », les soldats d'Eden. À la fin de son discours, des rebelles, menés par Snake, viennent s'insurger contre Solus, qui les a chassé de « L'Autre Côté » des murs de la cité. Mais celui-ci s'en moque, laissant le soin à Adam de renvoyer les importuns, qui, tout comme le jeune homme, trouvent qu'ils « ne sont pas faits pour vivre ensemble ». Mais une voix s'élève parmi les rebelles: celle d'Ève. Elle refuse l'idée qui anime les siens. Elle se retrouve face-à-face avec Adam, et une bataille s'engage entre « soldiers » et rebelles. Ces derniers sont repoussés et Adam retrouve Solus et Lilith. Ils l'exhortent tous deux à se préparer pour le mariage. Mais Adam est hanté par l'image d'Ève. Alors que les futurs mariés s'apprêtent à prononcer leurs vœux, les rebelles interviennent, et Ève parvient à convaincre Adam de passer de « L'Autre Côté ».

### Acte 2
Adam arrive de l'autre côté de la cité d'Eden. Il n'est tout d'abord pas bien accueilli par les rebelles. Pourtant Strawberry et Ève ont confiance en lui et veulent bien lui donner sa chance. Snake décide de lui faire découvrir les dures réalités de la vie en lui confiant des tâches de la vie quotidienne. Adam découvre finalement que sa place est parmi eux et non parmi les Soldiers. Pendant ce temps, Ève semble perdue dans ses pensées à cause d'Adam. Elle est tombée amoureuse de lui mais lui ne s'en est pas rendu compte. Durant la nuit, Adam et Ève s'avouent leurs véritables sentiments l'un envers l'autre, mais quand ils finissent par passer une nuit ensemble ils sont attaqués par les Soldiers. Ève est arrêtée pour l'enlèvement d'Adam et les deux amoureux sont désormais séparés.

### Acte 3
Ève est maintenant au tribunal de Solus. Lilith l'accuse de lui avoir pris Adam et la menace. Ève qui garde son sang froid dit à Lilith qu'elle n'a plus peur d'elle ni de son père. Solus la juge pour enlèvement et séquestration. Il décide par la suite de la bannir sur le champ sous les ordres de sa fille Lilith. Ève promet que même si elle est loin d'Adam elle finira toujours par le retrouver. Juste avant que Solus n'arrive à mettre son ordre à exécution, Adam et les rebelles arrivent pour la délivrer. Une nouvelle guerre éclate entre les rebelles dont Adam est le nouveau leader et les soldiers de Solus. Les soldiers sont vaincus et Solus est arrêté et jugé à son tour. Il veut convaincre Snake de le rejoindre dans son camp. Mais Snake se moque de lui et de sa situation. Adam bannit Solus et Lilith, s'unit à Ève et tous deux rejoignent leurs amis.

## Production
- Idée originale : Pascal Obispo
- Livret : Jean-Marie Duprez et Pascal Obispo
- Producteur délégué : Christophe Sabot
- Producteur exécutif : Dinh-Thien Ngo pour Jean-Claude Camus Productions
- Coordination générale et direction de projet : Hermine Pélissié du Rausas, Jeanne de Boismilon et Yannick Florentine
- Mise en scène : Pascal Obispo
- Assistants mise en scène : Elisabeth Rapp
- Chorégraphie : Tokyo
- Assistants chorégraphie : Zack Benitez et Lauriane Fourcade
- Chorégraphies aériennes : Florence Delahaye et Gabriel Dehu
- Direction d'acteurs : Raymond Acguaviva
- Coach vocal : Jua Amir
- Créatrice des costumes : Christine Jacquini Graziella Einaudi
- Scénographe : Mark Fisher
- Créateurs des décors : Dominique Lebourges
- Conception des lumières : Dimitri Vassiliu
- Création vidéo : Gilles Papain
- Direction musicale : Pascal Obispo, Mathieu Daquin et Brice Davoli
- Direction du casting : Bruno Berberes
- Clip musical « Ma Bataille » réalisé par Sylvain Bressollette

## Distribution

### Casting principal
- Cylia : Ève
- Thierry Amiel : Adam
- Solal : Solus
- Liza Pastor : Lilith, la fille unique de Solus
- Nuno Resende : Snake
- Noémie Garcia : Strawberry, la meilleure amie d'Ève
- Sam Stoner : Mynt

### Doublures
- Théodora Valente : Ève
- Benjamin Bocconi : Adam
- Alexandra Trovato : Lilith

### Danseurs
- Zack Benitez (capitaine danseurs)
- Alexander Lapin
- Alexandra Trovato
- Christopher Mc Carthy
- Éric Glissant
- Fanny Rouyé
- Julien Mercier (danseur aérien)
- Kevin Gibbs (danseur aérien)
- Lola Mino
- Maureen Mouttou
- Natacha Pierart
- Sandra Mercky
- Sarah Noell
- Silvain Tida Tida
- Théodora Valente
- André Atangana
- Daniel M'Faya
- Élise Laconi
- Léa Lefranc
- Manon Bouquet
- Nicolas Nivert
- Jennifer Hauguel (danseuse aérienne)
- Manuel Gonzalez (danseur aérien)
- Zinaida Campbel (danseuse aérienne)

## Liste des titres

### Singles
- Rien ne se finit : Thierry Amiel, Cylia
- Ma bataille : Thierry Amiel, Nuno Resende
- Ce qu'on ne m'a jamais dit : Thierry Amiel, Cylia
- Aimez-vous : Cylia, Nuno Resende

### Sur l'album studio
Titres présents sur l'album sorti le 24 octobre 2011 : (qui est disque d'or depuis juin 2012)
| No  | Titre                                   | Interprète(s)                                       | Durée |
| --- | --------------------------------------- | --------------------------------------------------- | ----- |
| 1.  | Rien ne se finit                        | Thierry Amiel, Cylia                                | 3:46  |
| 2.  | Ce qu'on ne m'a jamais dit (radio edit) | Thierry Amiel, Cylia                                | 3:46  |
| 3.  | Ma bataille                             | Thierry Amiel, Nuno Resende                         | 3:12  |
| 4.  | Adam et Ève : Les Passages              | Thierry Amiel, Cylia, Noémie Garcia et Nuno Resende | 4:21  |
| 5.  | Si j'étais Ève                          | Cylia                                               | 4:28  |
| 6.  | Demain comme la veille                  | Nuno Resende                                        | 3:49  |
| 7.  | Game Over                               | Thierry Amiel, Nuno Resende                         | 4:20  |
| 8.  | De l'autre côté                         | Cylia, Noémie Garcia, Nuno Resende et Sam Stoner    | 2:38  |
| 9.  | Et Dieu dans tout ça                    | Nuno Resende                                        | 3:56  |
| 10. | Il reste encore l'amour                 | Noémie Garcia                                       | 3:21  |
| 11. | Le Meilleur                             | Solal, Thierry Amiel                                | 3:24  |
| 12. | Do U Wanna Be My Luv                    | Liza Pastor                                         | 4:08  |
| 13. | Je Te Jure                              | Cylia                                               | 4:06  |
| 14. | Adam et Ève : L'Amour                   | Sam Stoner, Noémie Garcia                           | 5:22  |
| 15. | Ce qu'on ne m'a jamais dit (bonus)      | Thierry Amiel, Cylia                                | 4:29  |
| 16. | Ma bataille (piano-voix) (bonus)        | Thierry Amiel                                       | 3:58  |

### Sur l'album live
Titres présents sur l'album sorti le 8 octobre 2012
| No  | Titre                                      | Interprète(s)                                          | Durée |
| --- | ------------------------------------------ | ------------------------------------------------------ | ----- |
| 1.  | Aimez-vous                                 | Cylia, Nuno Resende                                    |       |
| 2.  | Ma bataille                                | Thierry Amiel, Nuno Resende                            |       |
| 3.  | Demain comme la veille                     | Nuno Resende                                           |       |
| 4.  | Qui a dit qu'on naissait égaux?            | Solal, Nuno Resende, Cylia, Thierry Amiel, Liza Pastor |       |
| 5.  | C'est écrit                                | Thierry Amiel                                          |       |
| 6.  | Time to see the light                      | Thierry Amiel, Nuno Resende                            |       |
| 7.  | C'est lui que tu aimes                     | Noémie Garcia, Cylia                                   |       |
| 8.  | Embrasse-moi                               | Nuno Resende                                           |       |
| 9.  | Le monde a changé. J'ai gardé ça pour toi. | Cylia                                                  |       |
| 10. | Pas aux normes                             | Liza Pastor                                            |       |
| 11. | Lovers                                     | Sam Stoner                                             |       |
| 12. | Soldiers                                   | Thierry Amiel, Liza Pastor (et les danseurs)           |       |
| 13. | Ce qu'on ne m'a jamais dit                 | Thierry Amiel, Cylia                                   |       |
| 14. | Rien ne se finit                           | Thierry Amiel, Cylia                                   |       |

### Titres dans l'ordre chronologique du spectacle
| No  | Titre                                                      | Interprète(s)                                          | Durée |
| --- | ---------------------------------------------------------- | ------------------------------------------------------ | ----- |
| 1.  | Adam et Ève, l'amour                                       | Sam Stoner, Cylia, Nuno Resende et Noémie Garcia       |       |
| 2.  | Le Meilleur                                                | Solal                                                  |       |
| 3.  | Et Dieu dans tout ça                                       | Nuno Resende                                           |       |
| 4.  | Soldiers                                                   | Thierry Amiel, Liza Pastor (et les danseurs)           |       |
| 5.  | Do U Wanna Be My Luv                                       | Liza Pastor                                            |       |
| 6.  | C'est écrit                                                | Thierry Amiel                                          |       |
| 7.  | Si j'étais Ève                                             | Cylia                                                  |       |
| 8.  | Adam et Ève, l'amour II                                    | Sam Stoner                                             |       |
| 9.  | Ève, Mynt, Strawberry, Snake & le peuple (De l'Autre Côté) | Cylia, Nuno Resende, Noémie Garcia,Sam Stoner          |       |
| 10. | Demain comme la veille                                     | Nuno Resende                                           |       |
| 11. | Il reste encore l'amour                                    | Noémie Garcia                                          |       |
| 12. | Time to see the light                                      | Thierry Amiel, Nuno Resende                            |       |
| 13. | C'est lui que tu aimes                                     | Noémie Garcia, Cylia                                   |       |
| 14. | Le monde a changé. J'ai gardé ça pour toi.                 | Cylia                                                  |       |
| 15. | Lovers                                                     | Sam Stoner                                             |       |
| 16. | Adam et Ève, l'amour III                                   | Sam Stoner                                             |       |
| 17. | Pas aux normes                                             | Liza Pastor                                            |       |
| 18. | Je Te Jure                                                 | Cylia                                                  |       |
| 19. | Game Over                                                  | Nuno Resende, Thierry Amiel                            |       |
| 20. | Embrasse-moi                                               | Nuno Resende                                           |       |
| 21. | Qui a dit qu'on naissait égaux?                            | Solal, Nuno Resende, Cylia, Thierry Amiel, Liza Pastor |       |
| 22. | Ma bataille (piano-voix)                                   | Thierry Amiel                                          |       |
| 23. | Ma bataille                                                | Thierry Amiel, Nuno Resende                            |       |
| 24. | Ce qu'on ne m'a jamais dit                                 | Thierry Amiel, Cylia                                   |       |
| 25. | Adam et Ève : Les Passages                                 | Thierry Amiel, Nuno Resende, Cylia, Noémie Garcia      |       |
| 26. | Rien ne se finit                                           | La Troupe (Salut)                                      |       |

À l’occasion de la fête de la musique 2012, Pascal Obispo a dévoilé un nouveau titre « Aimez-vous » interprété par Nuno Resende et Cylia. Le titre aurait dû faire l'objet d'un nouveau tableau dans le spectacle lors de la tournée.